# Quinchamalium linarioides
Quinchamalium linarioides är en tvåhjärtbladig växtart som beskrevs av Rodolfo Amando Philippi. Quinchamalium linarioides ingår i släktet Quinchamalium och familjen Schoepfiaceae. Inga underarter finns listade i Catalogue of Life.